# Aulo Manlio Vulsone (console 178 a.C.)
Aulo Manlio Vulsone (latino: Aulus Manlius Vulso) (fl. II secolo a.C.) è stato un politico e generale romano.

## Biografia
Era probabilmente fratello di Gneo Manlio Vulsone, console nel 189 a.C.. Aulo, a sua volta, fu eletto console nel 178 a.C. con Marco Giunio Bruto; ricevette la Gallia come sua provincia e decise, senza l'autorizzazione del Senato, di marciare contro gli Istri, ma senza ottenere successi significativi. Al principio del nuovo anno Aulo con il supporto dell'altro console Marco Giunio Bruto riprese le operazioni militari, ottenendo anche alcuni successi. Non riuscirono, però, a chiudere la campagna, perché furono sostituiti dal nuovo console Gaio Claudio Pulcro.